# Football Club Esperia Viareggio
Maillots
Le Football Club Esperia Viareggio est un club de football fondé en 2003 à Viareggio. Ses couleurs sont blanc et noir.
En 2009-2010, le club participe à la Ligue Pro Première Division italienne.

## Anciens joueurs
- Migjen Basha
- Pierpaolo Bisoli
- Carlo Bresciani
- Antonio Di Natale
- Eugenio Fascetti
- Marcello Lippi
- Luca Luzardi
- Walter Mazzarri
- Walter Pontel
- Luciano Spalletti

## Palmarès
- 1 championnat de Serie C : 1932-33
- 3 championnats de Serie D : 1959-60, 1967-68, 2006-07

## Records
- Joueur le plus capé : Alberto Reccolani 244 matchs
- Meilleur buteur du club : Vitaliano Bonuccelli 109 buts